# 화폐학

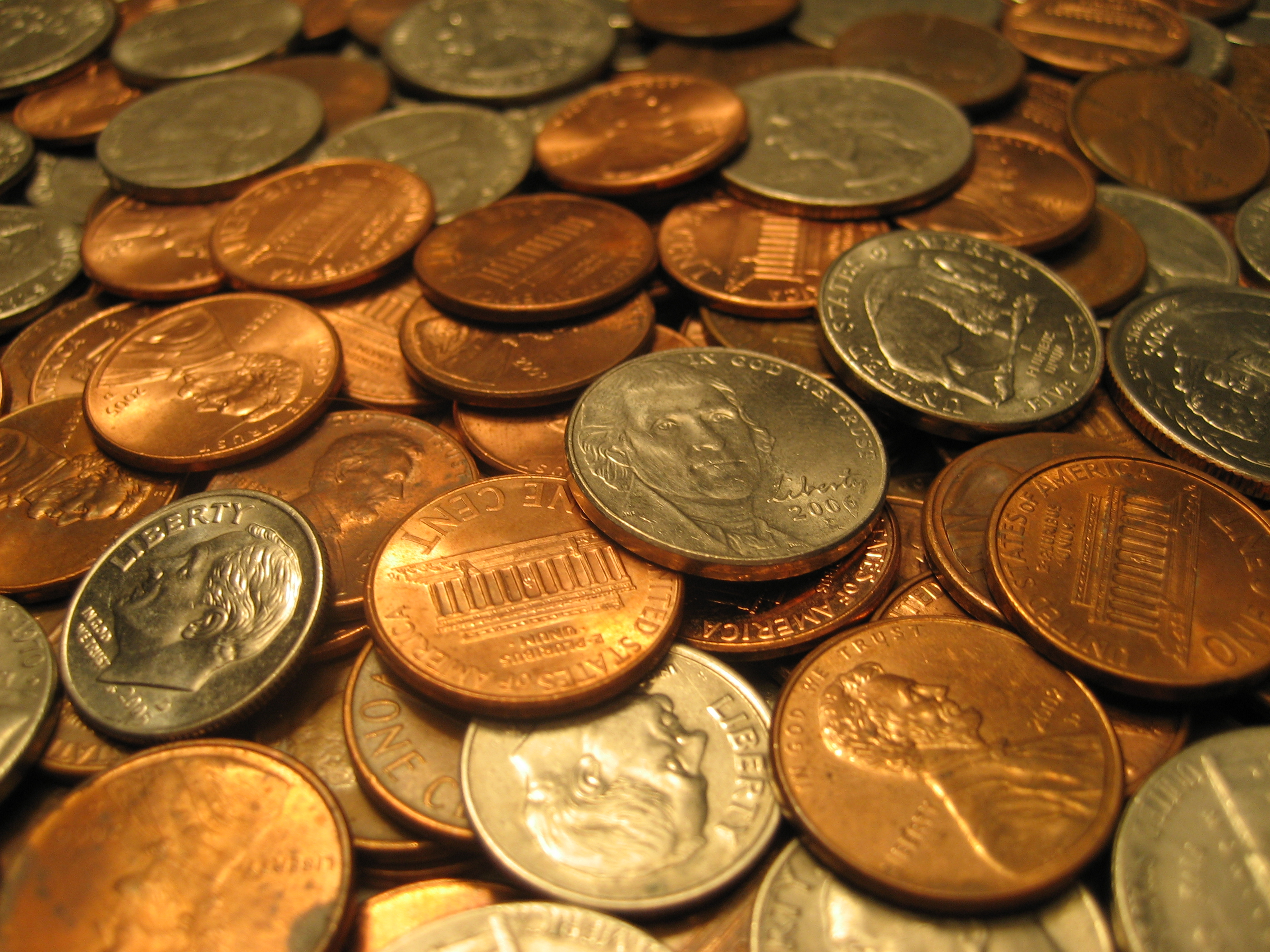
여러 가지 미국 동전들

화폐학(貨幣學)은 통화와 화폐의 역사를 과학적으로 연구하는 다양한 분야의 학문을 일컫는다.
화폐학자(numismatists)는 흔히 학생이나 동전(coins)을 수집하는 사람으로 그 특성이 언급되는 한편, 학문의 분야는 빚을 해결하는 데 쓰이는 지불 수단과 경제학이나 회계학에서 말하는 재화에 대한 보다 더 폭넓은 연구를 포함한다. 구조화된 화폐 체계가 부족했기 때문에, 오늘날 물물 교환을 하는 일부 사람들처럼 과거 사람들은 물건을 다른 물건으로 맞바꾸며 살았고, 그 지역에서 발견되는 고유의 물품이나 가치가 있다고 여겨지는 것들을 사용했다. 물물교환에 쓰인 다른 재화의 사용을 제외할 경우에는, 원시인들이 사용한 초기의 화폐는 진기하고 이상한 것으로 언급되었고, 그것은 통화가 유통되는 것처럼 사용된 곳에서도 마찬가지였다(예를 들면, 담배(cigarette)들을 숨겨두는 것이다). 키르기스스탄 사람들은 말(馬)들을 기초적인 통화 단위로 사용했고, 양이 적은 교환의 경우에는 양가죽을 주었다. 양가죽은 아마도 화폐학 연구에 적합할 것이지만, 말(馬)은 아니다. 많은 물품들이 수 세기 동안 사용되었는데, 예를 들면, 소라 껍질, 귀금속, 그리고 보석들이 사용되었다. 
오늘날, 대다수의 거래는 고유하고 표준화되어 있거나 신용 가치가 있는 지불 형태에 의해 이루어지고 있다. 화폐의 가치는 아마도 법에 의해서 정해진 통화 가치를 초과하는 가치를 지닌 것으로 사용되고 있다. 이것은 또한 "수집가의 가치" 또는 "고유의 가치"라고 알려져 있다.
화폐의 사용과 발전을 경제학적이고 역사적으로 연구하는 것은 화폐의 물질적 구체화를 연구하는 화폐학자의 작업과는 구분된다(분야가 서로 연관되어 있음에도 그러하다. 예를 들면, 화폐의 기원에 대한 경제학 이론들은 화폐학에 의존하고 있다).

## 화폐의 역사
화폐 그 자체는 희귀한 물품이어야만 한다. 많은 품목들이 화폐로서 사용되어왔고, 예를 들면 자연스럽게 희귀한 귀금속들이나 소라 껍질에서 담배까지 포함하는 것들이 모두 인위적인 화폐로서 은행권처럼 사용되었다. 현대 화폐(고대 화폐도 마찬가지이다)는 본질적으로 교환권(token)-- 하나의 추상이다. 종이 통화는 오늘날 아마도 가장 널리 쓰이는 형태의 물질적 화폐이다. 그러나 금이나 은 같은 물품들은 여전히 화폐와 같은 가치를 지니고 있다.

## 화폐학의 역사

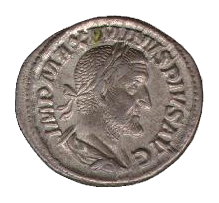
고대 로마의 데나리우스, 표준화된 은화

동전 수집은 고대로부터 있었다. 로마 황제들은 초기의 동전 수집가들로 알려졌다. 그래서 동전 수집은 "왕들의 취미"로 불렸고, 그 이름은 매우 존중받는 설립자들 덕분에 붙여진 것이었다. 화폐학은 엄청난 수요로 인해 후기 중세 시대와 초기 르네상스 시기 동안에 그 절정에 다다랐다. 이 기간에 유럽의 왕족과 귀족들은 엄청난 양의 고대 동전들을 수집했다. 로마 황제들인 율리우스 카이사르와 아우구스투스는 그리스 동전을 수집했던 것으로 알려졌다. 동전 수집가로 유명한 또다른 인물은, 교황 보니파키우스 8세, 이탈리아의 시인인 페트라르카, 신성로마제국의 황제인 막시밀리안과 페르디난트 1세, 프랑스의 절대군주 루이 14세, 베를린 동전 진열실을 시작한 브란덴부르크 선제후 요하킴(Joachim) 2세, 프랑스의 앙리 4세 등이 있다. 과학으로서의 화폐학은 비교적 최근에 시작되었다. 고대인들은 그들이 미적 감각에 따라 개인적인 견본을 때때로 보존한 것으로 나타나지만, 그럼에도 수집의 형태를 갖춘 것 같지는 않다. 페트라르카는 어떤 기록에 의하면 최초의 수집가로 보이기도 하는데, 이것은 그 당시에 고대 동전들이 그 정체가 밝혀지지는 않은 채로 이미 관심의 대상이 되고 있었기 때문에, 가능한 일이다.  동전 연구의 중요성은 점점 더 인식되고 있었지만, 오늘날처럼 그것이 하나의 연구분야로서 성립되지는 않았었다.
19세기에 이르면, 국가 규모의 수집이 매우 생산적으로 이루어져서 목록까지 출판되었다. 테오도르 몸젠 (Theodor Mommsen)은 모든 집물을 모아서 그리스 동전(주화)에 대한 전집을 만들자는 생각을 실현하려고 노력했다. 그때까지 그런 생각은 현실로 이루어진 적이 없었다.
1931년에 영국 아카데미는 화폐 삽화가 들어간 체계적인 출판을 추진했다. 오늘날까지 수백 권이 남아있다. 영국의 보수적인 학자들은 그런 생각을 계속 이어가려 했는데, 1993년에 이슬람 화폐학의 분야에서 나타난 것이다.
20세기에 동전은 고고학의 연구 대상으로 주목받았다. 제2차 세계대전 이후에 독일에서는 "고대 그리스 로마 시대의 동전 찾기"(Fundmünzen der Antike (Coin finds of the Classical Period)) 프로젝트가 시작되었고, 독일 내에서 발견된 모든 동전은 명부에 등록되었다. 이 프로젝트는 많은 나라들에서 유사한 계획이 진행되는 계기가 되었다.

### 현대 화폐학
현대 화폐학은 17세기 중반에서 21세기에 이르는 동전 연구이다. 동전을 기계로 주조한 시기에 해당한다. 그들의 연구는 역사가보다는 수집가들의 필요에 더 초점이 맞추어져 있고, 전문적인 학자들보다는 아마추어 애호가들이 이 분야에서 활발하게 활동하고 있다. 현대 화폐학의 초점은 흔히 생산을 조사하거나 역사적으로 화폐가 어떻게 사용되었는지에 맞추어져 있다. 현대 화폐 연구자들은 그들이 연구하는 동전이 어떻게 쓰였는지를 알아내려고, 조폐국이나 다른 기록들을 이용한다. 다양한 종류의 화폐 제조과정에서의 실수(mint-made errors)는 연속적인 금속 형태의 닳아짐이나 화폐 모양, 그리고 화폐 만드는 데  사회적 정치적 맥락이 영향을 미친 결과로서, 흥미로운 문제들이다.

### 하위분과
화폐 이외의 메달이나 라벨 같은 수집품을 뜻하는 "메달학 또는 라벨학" (Exonumia)은 동전과 유사한 대상을 연구하는 것으로, 차표나 메달들과 기념주화나 합법적인 화폐로 간주될 수 있는 다른 품목들이 해당한다. 여기에는 길게 늘어진 동전들과 상자에 들어있는 동전들, 기념품인 대형 메달들, 꼬리표, 배지, 도장이 찍혀있는 동전들, 5센트짜리 나무기념품들, 신용카드들, 다른 유사한 품목들이 포함된다. 그것은 화폐학과 연관되며(법정화폐와 관련된 동전에서 그러하다), 동전 수집가들은 대개 라벨학자(exnumist)이기도 하다.
은행권 수집(Notaphily)은 지폐에 대한 연구이다. 이들은 사용하는 기간만큼 오래 은행권을 모으는 사람들이다. 그러나 사람들이 조직적으로 은행권을 수집하기 시작한 것은, 1920년대에 독일에서 시작되었다. 특히 시리즈 기록(Serienscheine)을 그 예로 들 수 있다. 1970년대에 이르러 은행권 수집은 수집가들에 의해 분리된 하나의 영역으로 정립되었다. 같은 시기에 미국을 비롯한 독일, 프랑스 등의 나라에서는 참조문헌을 강조한, 각자의 국립 은행권 목록을 발간하기 시작했다.
낡은 주권 수집 취미(Scripophily)는 주권과 채권을 수집하고 연구하는 분야이다. 이것은 역사적 문서가 지닌 고유의 아름다움과 그만큼 흥미로운 각 문서의 역사적 맥락 때문에 흥미로운 수집 분야이다. 일부 주권(stock certificate)은 조판술의 탁월한 예이다. 때때로 오래된 주식 증서는 성공한 회사의 주식만큼의 가치를 지니기도 한다.

## 화폐학자
화폐학자라는 용어는 수집가들과 동전 거래자들(dealers), 동전을 하나의 재료로 사용해 연구하거나 동전 자체를 연구하는 학자들에 해당한다.
첫 번째 부류는 주로 통화를 소유하는 자체에 기쁨을 느끼며, 동전을 연구하는 사적인 아마추어 학자들이다. 고전적인 아마추어 수집가들의 연구는 화폐학의 분야에서 두드러진 진보를 성취해왔다. 예를 들어 월터 브린(Walter Breen)은 잘 알려진 화폐학자이지만 수집에는 그다지 열심을 내지 않았으며, 이집트의 바룩 1세(Farouk I of Egypt)는 욕심이 많은 수집가이지만 화폐학에는 아주 조금밖에 관심이 없었던 것으로 알려져있다. 해리 배스(Harry Bass)는 화폐학자이며 수집가로서 능력을 발휘한 인물이다.
두 번째 부류는 동전 거래자들이다. 이들은 법적으로 인증 받은 전문적인 화폐학자로 불리는 경우가 많으며, 상업상의 목적을 위해서 동전들의 등급을 매긴다. 전문적인 거래자들은 화폐학자들에게 화폐를 사거나 팔면서, 화폐연구의 발전을 도왔고, 이러한 숙련된 화폐학자들에게 역사학자나 박물관의 큐레이터, 그리고 고고학자들이 의견을 묻기도 한다.
세 번째 범주는 공적인 기관이나 대학에서 일하거나, 동전에 담긴 도안이나 문구, 동전이 주조된 시대의 경제 상황과 그 당시의 역사적 맥락에 대한 지식을 얻으려고 하는 독립적인 학자등을 포함하는, 화폐학자들이다. 동전들은 특히 근대 이전 시기의 자료로서 적절하다.

## 같이 보기
- 동전 수집